# Översvämningarna i Centraleuropa 1997

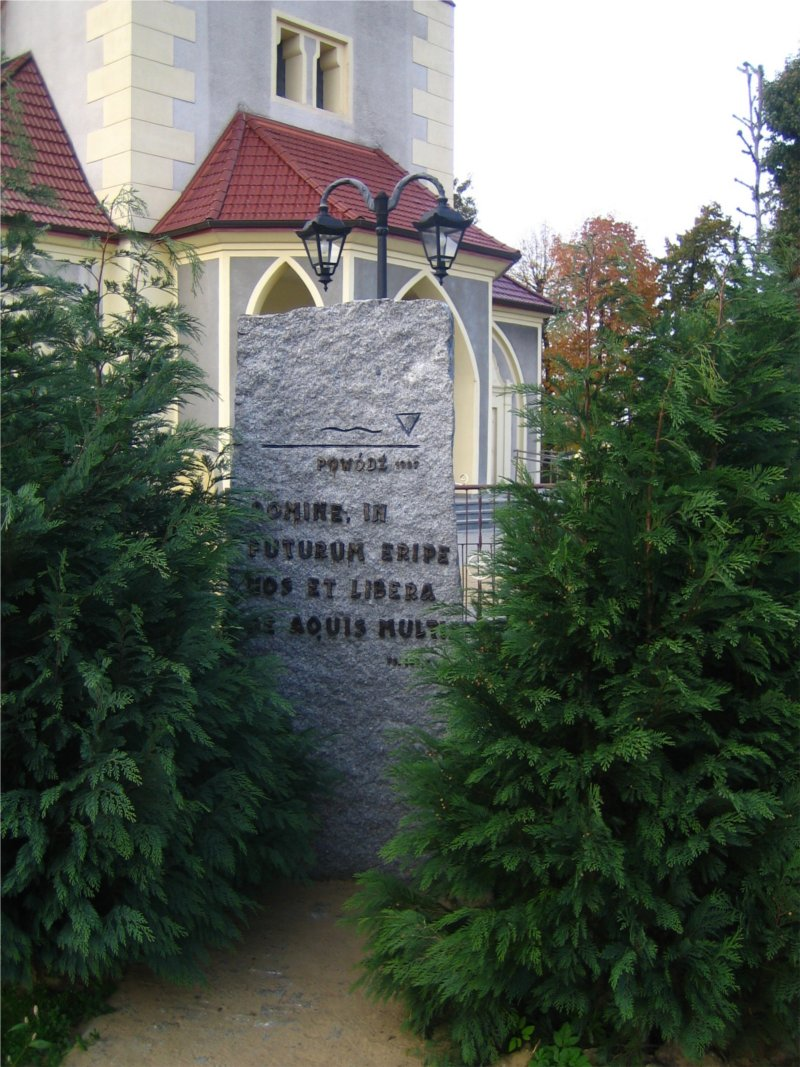
minnessten i Cisek

Översvämningarna i Centraleuropa 1997, även känd som Oders översvämning 1997, Stora översvämningen 1997 , Millenniumöversvämningen eller Årtusendeöversvämningen  inträffade i juli 1997 då Oder med bifloder svämmade över, och drabbade Polen, Tjeckien och Tyskland. Cirka 100 människor omkom, och de materiella skadorna uppskattades till 4.5 miljarder amerikanska dollar. Översvämningarna började i Tjeckien, och spreds sedan till Polen och Tyskland.

### Fotnoter
1. ↑  ”Third dike bursts in flood-hit Germany” (på engelska). CNN. 25 juli 1997. Arkiverad från originalet den 31 augusti 2020. https://web.archive.org/web/20200831232537/http://edition.cnn.com/WORLD/9707/27/germany.floods/. Läst 25 september 2014.